# Trafoi
Trafoi ist eine Ortschaft mit etwa 80 Einwohnern auf 1450−1600 m Höhe am Fuße des Ortlers im Trafoital, einem Seitental des Suldentals in den Ortler-Alpen. Sie gehört zur italienischen Gemeinde Stilfs in Südtirol.
Der Name geht wohl auf ein alpenromanisches *tri-bullium (zu engadinisch buogl, „Quelle“) mit der Bedeutung „Drei-Brunn“ zurück. Diese drei Quellen wurden mit der Kapelle zu den heiligen drei Brunnen überbaut und sind heute ein christlicher Wallfahrtsort. Die touristische Erschließung des Orts erlebte 1896 einen ersten Höhepunkt mit der Eröffnung des unter der Leitung von Theodor Christomannos und nach Plänen von Otto Schmid erbauten Hotel Trafoi, das während des Gebirgskriegs 1917 allerdings bis auf die Grundmauern abbrannte. Touristen zieht Trafoi heute in erster Linie als Wander- und kleines Skigebiet an.
Durch den Ort führt die SS 38 auf den bekannten, 2757 m hohen Alpenpass Stilfser Joch. Dort entspringt der Trafoier Bach, der durch den Ort fließt und später in den Suldenbach einmündet. Der Ort ist Namensgeber für die nahe gelegene und gut erkennbare Trafoier Eiswand.

## Sehenswürdigkeiten und Wanderziele
- Nationalparkhaus naturatrafoi, ein Museum mit wechselnden Ausstellungen mit angeschlossenem Gemeindesaal
- Mariä Heimsuchung (Trafoi), eine 1903 errichtete Kirche mit Friedhof in Trafoi
- Unsere Liebe Frau zu den drei Brunnen, eine 1701/02 errichtet Wallfahrtskirche mit einer Brunnenkapelle
- Berglhütte, eine auf 2188 m s.l.m. gelegene Schutzhütte
- Furkelhütte, eine auf 2153 m s.l.m. gelegene Schutzhütte und Bergstation im Skigebiet
- Payerhütte, eine auf dem Tabarettakamm in einer Höhe von 3029 m s.l.m. gelegene Schutzhütte
- Obere Stilfser Alm, eine auf 2077 m s.l.m. gelegene bewirtschaftete Alm
- Obere Tartscher Alm, eine auf 2000 m s.l.m. gelegene bewirtschaftete Alm
- Weisser Knott, ein Ausflugslokal an der Stifser-Joch-Straße (Kehre 33) mit einem Obelisken zur Erinnerung an die Erstbesteigung des Ortlers am 27. September 1804[2]

## Wander- und Skigebiet
Das Skigebiet Trafoi ist Mitglied der Ortler Skiarena und der Zwei Länder Skiarena. Es liegt zwischen 1570 und 2400 m Höhe und wird betrieben von der Trafoi GmbH/Srl. Es umfasst zehn Pistenkilometer und vier Liftanlagen:
- Sessellift über den Kleinboden zur Furkelhütte auf 2153 m
- Sessellift Schönblick auf 2400 m
- Tellerlift Schölmental auf 2305 m
- Förderband am Übungshang in der Nähe der Kirche

In Trafoi wurde auch der erste Skilift Südtirols gebaut und die erste Skischule wurde 1936 eröffnet.

## Persönlichkeiten
Bekannteste Söhne des Ortes sind
- Gustav Thöni (* 1951), 4-facher Weltpokalgewinner, Weltmeister und Olympiasieger
- Roland Thöni (1951–2021), Gewinner von Weltpokalrennen und Olympiazweiter

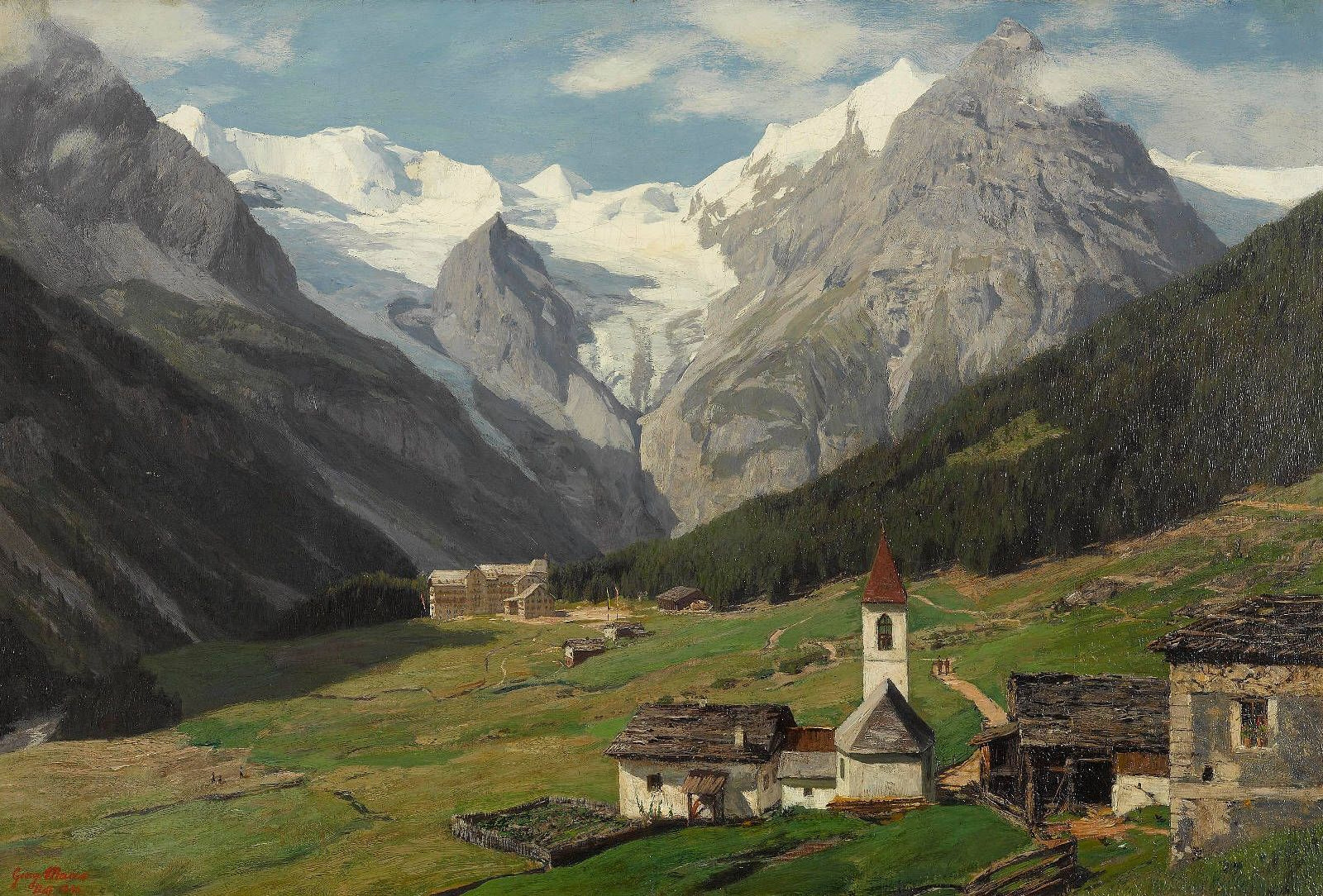
Georg Macco, Trafoi am Ortler, 1896
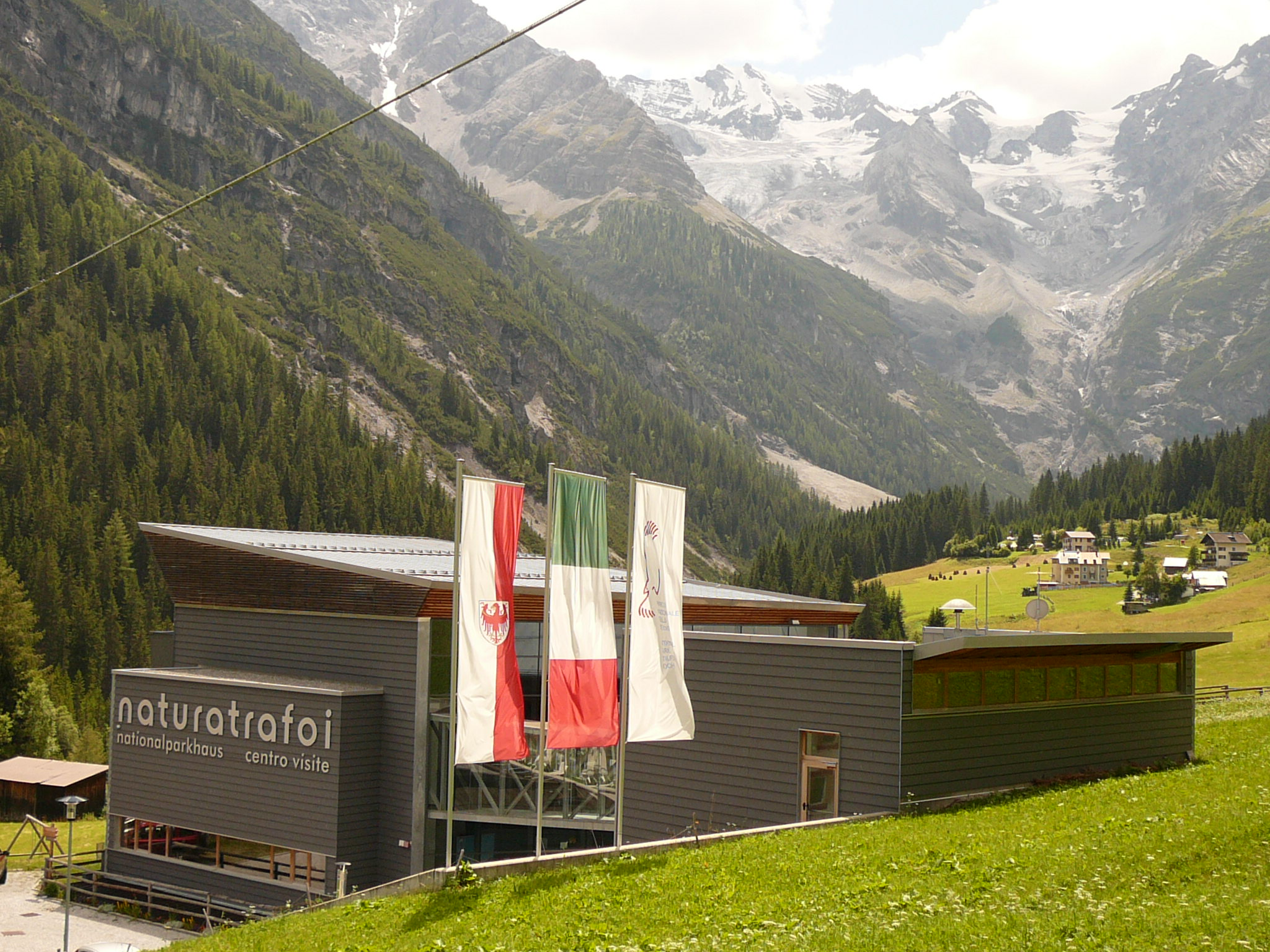
naturatrafoi
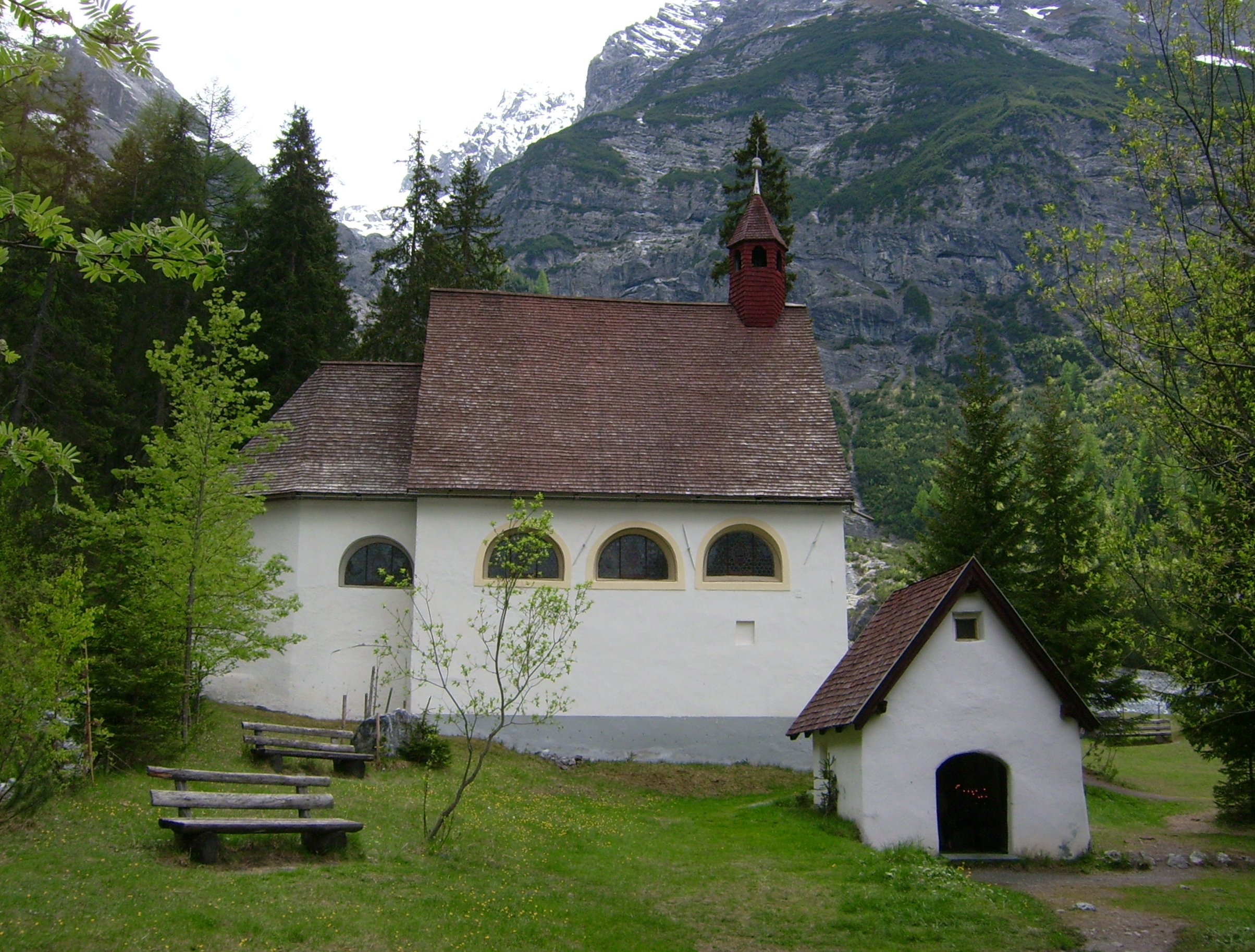
Unsere liebe Frau zu den drei Brunnen (erbaut 1701/1702)
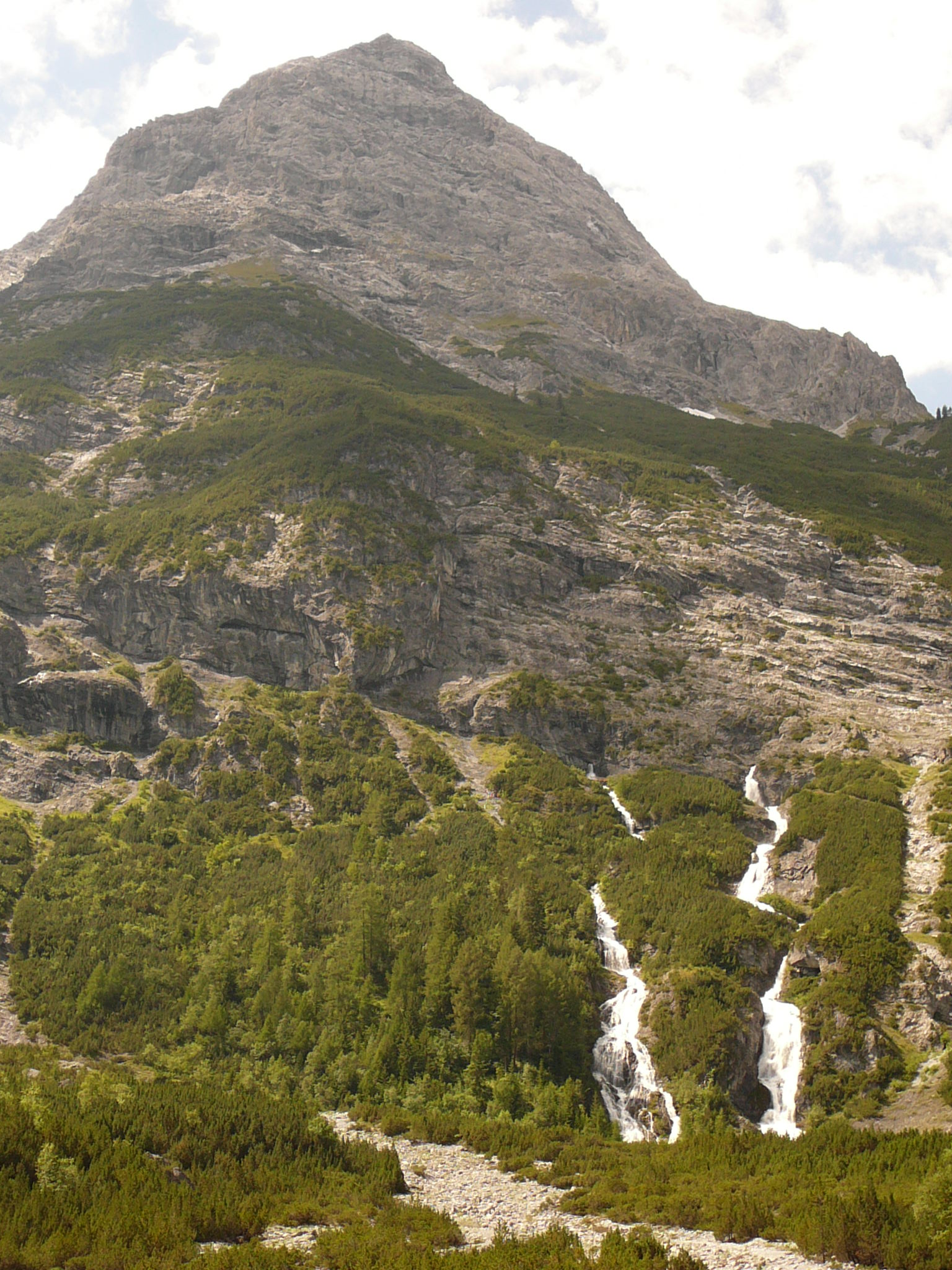
Wasserfälle
Ansicht von Trafoi, 1909